# Lefkandí
Lefkandí est un site archéologique occupé depuis l'âge du bronze ancien jusqu'au début du VIIe siècle av. J.-C. et se trouve sur l'île d'Eubée, à l'orée orientale de la très fertile plaine Lélantine, en bordure de mer.
Les nécropoles des siècles dits obscurs commencent dès la période submycénienne vers 1100 et sont abandonnées vers 825 à l'époque géométrique. L'habitat de la colline de Xéropolis ne l'est que vers 700.
Un édifice de la plus riche des nécropoles de Lefkandi, la nécropole de Toumba, découvert en 1981, est particulièrement intéressant. Il date de la première moitié du Xe siècle av. J.-C. au cours de la période protogéométrique, et est constitué d'un porche d'entrée, de deux salles et d'une abside. Il mesure 50 mètres de long sur 14 de large. Bien que l'édifice ait été entouré de colonnes en bois, il ne s'agit pas d'un temple, mais il doit plutôt être mis en relation avec les demeures « princières ». Deux fosses funéraires se trouvaient à l'intérieur, dans le sol de la salle principale. L'édifice est soit une résidence princière, dans laquelle le prince aurait été enterré à sa mort, soit un édifice funéraire imitant une résidence princière. Le bâtiment a été détruit par un tremblement de terre puis recouvert d'un tumulus. Il est probable que ce bâtiment ait servi de hérôon. 
L'une des fosses contenait les restes de quatre chevaux. L'autre les restes d'une femme et une urne cinéraire de bronze d'un homme de trente à quarante-cinq ans. L'urne et une amphore de bronze appartiennent à une série de vases d'origine chypriote.
Cette sépulture est tout à fait exceptionnelle pour cette période, les tombes similaires de Salamine de Chypre datant des environs de 700.

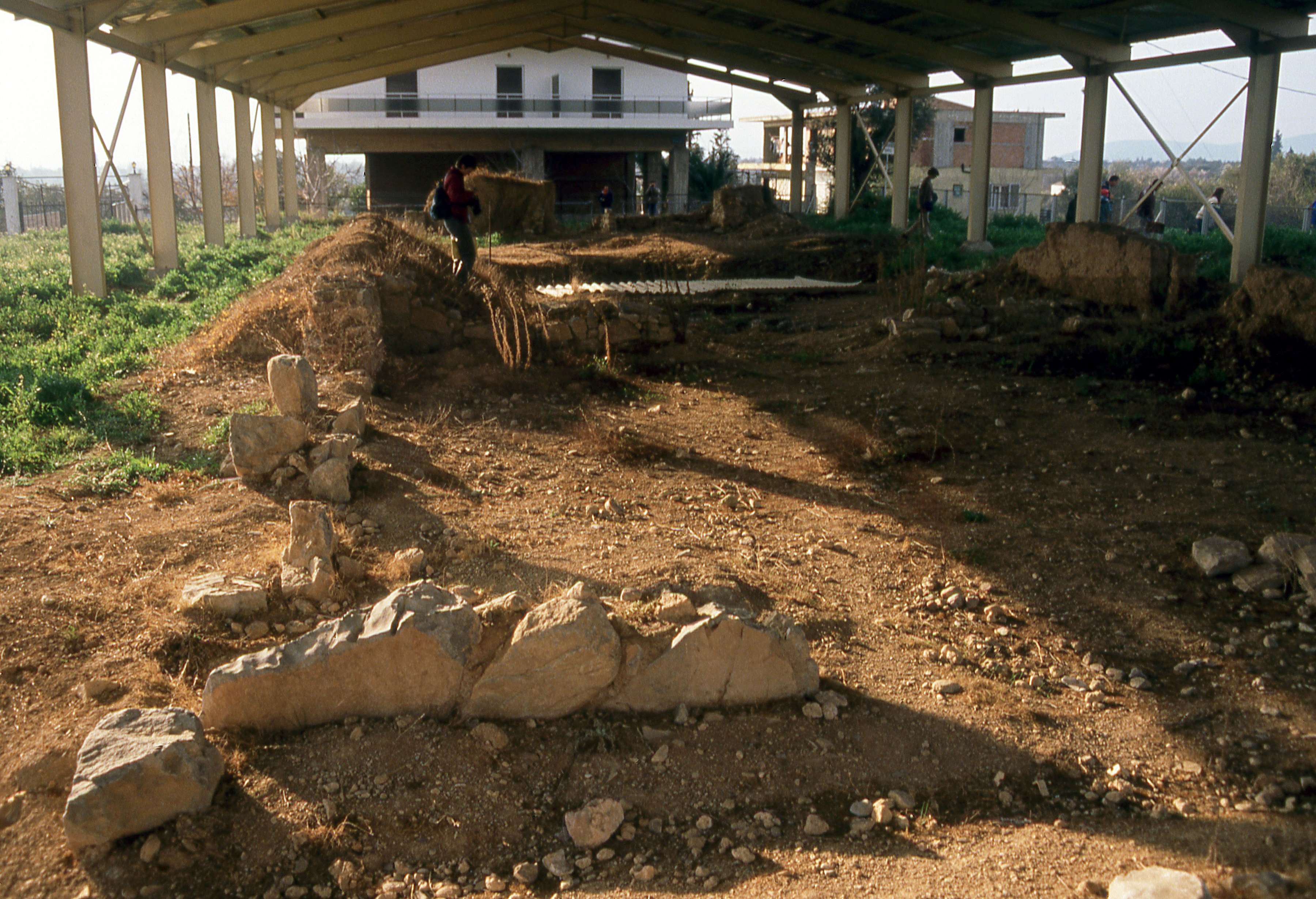
Vestiges de la grande tombe royale et possible hérôon de la nécropole de Toumba, vers 950 av. J.-C.

La nécropole est utilisée de la fin du IIe millénaire av. J.-C. (vers -1200/-1100) à la fin du IXe siècle av. J.-C. (les dernières tombes datent des environs de 825 av. J.-C.). L'habitat de Xéropolis est abandonné au début du VIIe siècle av. J.-C., probablement dans le cadre de la Guerre lélantine (710/705-650 av. J.-C. environ), ayant impliqué les cités de Chalcis et d'Érétrie. Les habitants du site (dépendant fort probablement du territoire érétrien) fuirent sûrement les combats pour se réfugier dans le centre urbain, qui voit sa population augmenter à cette époque.